# Cosinus hyperbolique réciproque

Courbe représentative de la fonction arcosh.

Le cosinus hyperbolique réciproque est, en mathématiques, une fonction hyperbolique.

## Définition
La fonction cosinus hyperbolique réciproque, ou argument cosinus hyperbolique, notée arcosh (ou argch),
{\displaystyle \operatorname {arcosh} :\left[1,+\infty \right[\to \mathbb {R} _{+}}
est définie à l'aide du cosinus hyperbolique par :
{\displaystyle y=\operatorname {arcosh} x\quad \Longleftrightarrow \quad x=\cosh y\;{\text{ et }}\;y\geq 0}.

## Propriétés
Cette fonction est injective et son image est {\displaystyle \mathbb {R} _{+}}. Elle est continue, strictement croissante et concave.
Sa valeur en 1 est 0 et sa limite en +∞ est +∞.
Elle est dérivable sur ]1, +∞[ et sa dérivée est donnée par :
{\displaystyle \forall x>1\quad \operatorname {arcosh} 'x={\frac {1}{\sqrt {x^{2}-1}}}}.
On en déduit la primitive de arcosh qui s'annule en 1 :
{\displaystyle \forall x\geq 1\quad \int _{1}^{x}\operatorname {arcosh} u\,\mathrm {d} u=x\operatorname {arcosh} x-{\sqrt {x^{2}-1}}}.
La composée de arcosh par la fonction sinus hyperbolique est donnée par :
{\displaystyle \forall x\geq 1\quad \sinh \left(\operatorname {arcosh} x\right)={\sqrt {x^{2}-1}}}.
Par conséquent :
- la fonction arcosh s'exprime à l'aide du logarithme népérien par :
{\displaystyle \forall x\geq 1\quad \operatorname {arcosh} x=\ln \left(x+{\sqrt {x^{2}-1}}\right)}[4] ;
- la somme et la différence de deux arguments cosinus hyperbolique s'expriment par :
{\displaystyle \forall u\geq v\geq 1\quad \operatorname {arcosh} u\pm \operatorname {arcosh} v=\operatorname {arcosh} \left(uv\pm {\sqrt {\left(u^{2}-1\right)\left(v^{2}-1\right)}}\right)}.